# Тальми, Леон Яковлевич
Леон (Лейзер) Яковлевич Тальми (Тальминовицкий) (1893 — 1952) — журналист, публицист и переводчик, фигурант дела ЕАК.

## Биография
Родился в еврейской семье из мещан. Первоначальное образование получил в хедере, затем учился в гимназии, вообще же среднее образование завершил в колледже города Су-Сити. После смерти отца в 1912 нуждающаяся семья эмигрирует в США. С 1914 по 1917 состоял членом Соцпартии Америки (входил в состав центрального комитета партии), затем членом КП США. Приехав в Советский Союз, не сумел оформиться членом РКП(б) по переводу, поскольку не сумел найти рекомендующих с дореволюционным стажем.
После Февральской революции приехал в РСФСР. Он прибыл в Петроград, где встретился с близкими ему по политическим убеждениям людьми. В это время обсуждался вопрос слияния нескольких еврейских партий в одну «Объединённую социалистическую еврейскую рабочую партию» и создания в Киеве её газеты «Найе цайт» («Новое время»). Он вошёл в состав редакции партийной газеты в Киеве. Работал журналистом в Киеве при Центральной раде и режиме Деникина. Работая в газете, занимался переводами с идиш на русский, писал статьи, заметки, фельетоны, рассказывал читателям о жизни в Америке, положении рабочих и политической борьбе в этой стране. В 1920 переехал в Москву, начал выполнять задания народного комиссариата по делам национальностей, а затем стал работать переводчиком в отделе печати ИККИ. Затем в командировках по заданиям Коминтерна. Там он поступил на работу в русскую газету «Искра» и сотрудничал с журналом «Нэшнл», выступавшим за политическое признание Советской России.
В 1925 сопровождал в поездке по Америке В. В. Маяковского, о котором писал в американских газетах, а его стихи переводил на английский и идиш. По возвращении в СССР устроился переводчиком в «Издательство литературы на иностранных языках», где его назначили редактором английской секции. При его непосредственном участии были изданы на английском языке многотомные собрания сочинений классиков марксизма-ленинизма, в том числе Маркса, Энгельса, Ленина, Сталина. Также переводил на английский стенографические отчёты о «московских процессах». С началом Великой Отечественной войны, в июле 1941 записался в ряды народного ополчения, но на фронт его не взяли, а направили переводчиком в Совинформбюро. Вместе с коллегами был сначала эвакуирован в Куйбышев, но зимой 1942 отозван в Москву. С 1941 по 1948 работает в Совинформбюро, с 1942 член ЕАК, также внештатный переводчик в журнале «Новое время».
На момент ареста беспартийный, проживал в квартире № 17 дома № 13 по Капельскому переулку. Арестован 2 июля 1949, следственные органы МГБ СССР инкриминировали использование Еврейского антифашистского комитета и газеты «Эйникайт» для пропаганды еврейского национализма и передачи за рубеж сведений шпионского характера. Под давлением применявшим незаконные методы дознания подполковника Д. М. Артёмова вынужден был оговорить себя. Осуждён ВКВС СССР по обвинению в измене родине к ВМН 18 июля 1952. Приговор приведён в исполнение 12 августа того же года. Посмертно реабилитирован 22 ноября 1955 определением Военной коллегии Верховного суда СССР. Место захоронения находится на Донском кладбище в могиле № 3. Следственное дело хранится в центральном архиве ФСБ РФ.

## Семья
- Отец — Яков Тальминовский (? — 1912).
- Мать — Голда Тальми (Тальминовская).
- Брат — Самуил (Сэм) Яковлевич Тальми (Тальминовский).
- Жена — Софья (Сарра) Абрамовна (Аврумовна) Тальми-Розенберг (1898 — 1988), арестована как ЧСИР в начале 1953 и отправлена в ссылку, освобождена в 1955. В 1979 с семьёй эмигрировала и умерла в США.
- Сын — Владимир Леонович Тальми (1924 — 2012), военный переводчик в СВАГ, арестован в СОЗ в 1947, обвинялся в антисоветской деятельности, осуждён на 25 лет ИТЛ. Освобождён в 1956, и в 1979 эмигрировал с семьёй в США. Написал книгу мемуаров «Полный круг. Нью-Йорк и обратно. История моей жизни», умер в пригороде Вашингтона.[6]
- Внучка — Дарья Коэн (Тальми) (род. 1965), проживает в Вашингтоне.